# Dynamine serina
Dynamine serina är en fjärilsart som beskrevs av Fabricius 1775. Dynamine serina ingår i släktet Dynamine och familjen praktfjärilar. Inga underarter finns listade i Catalogue of Life.

## Bildgalleri

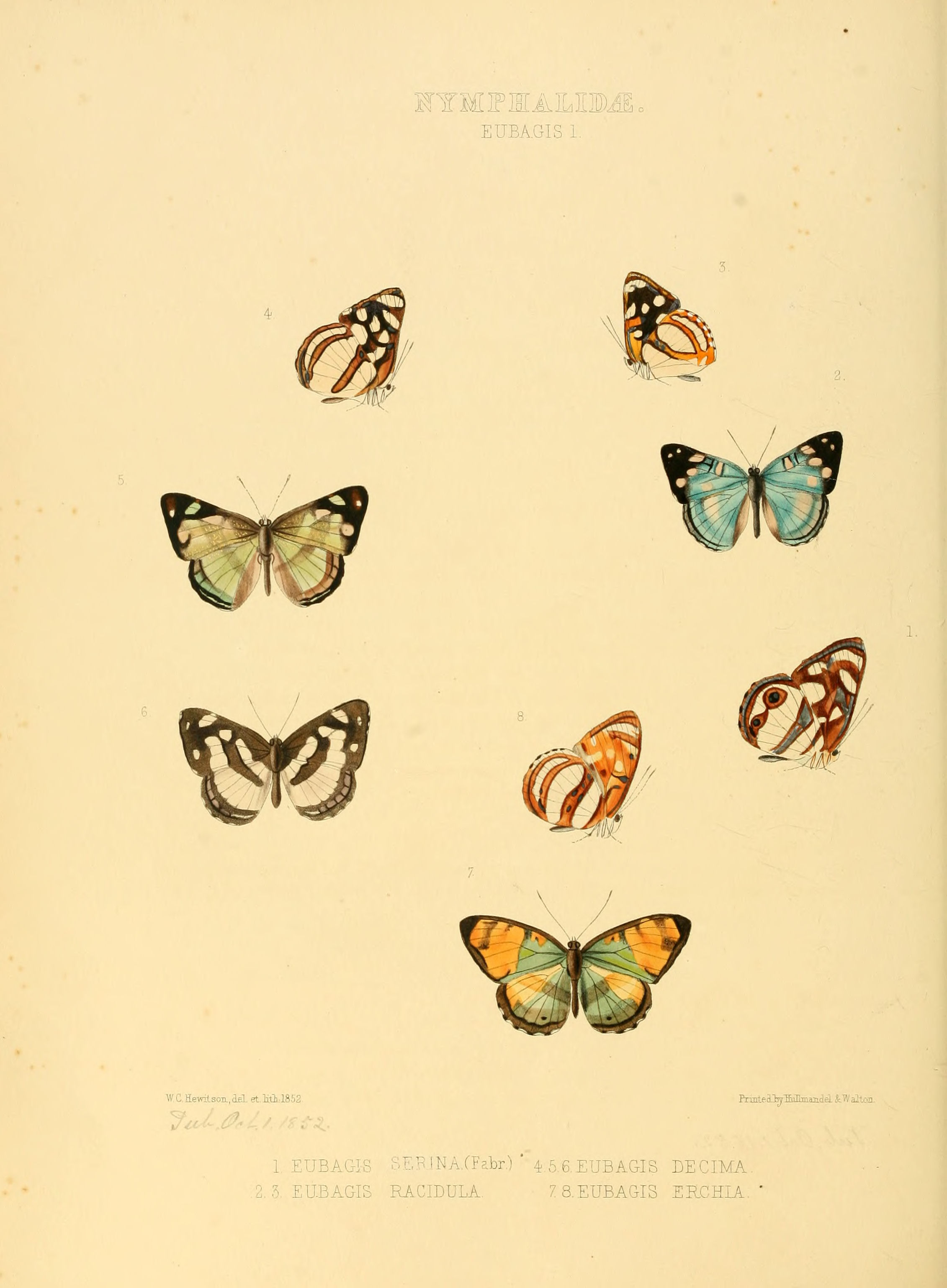
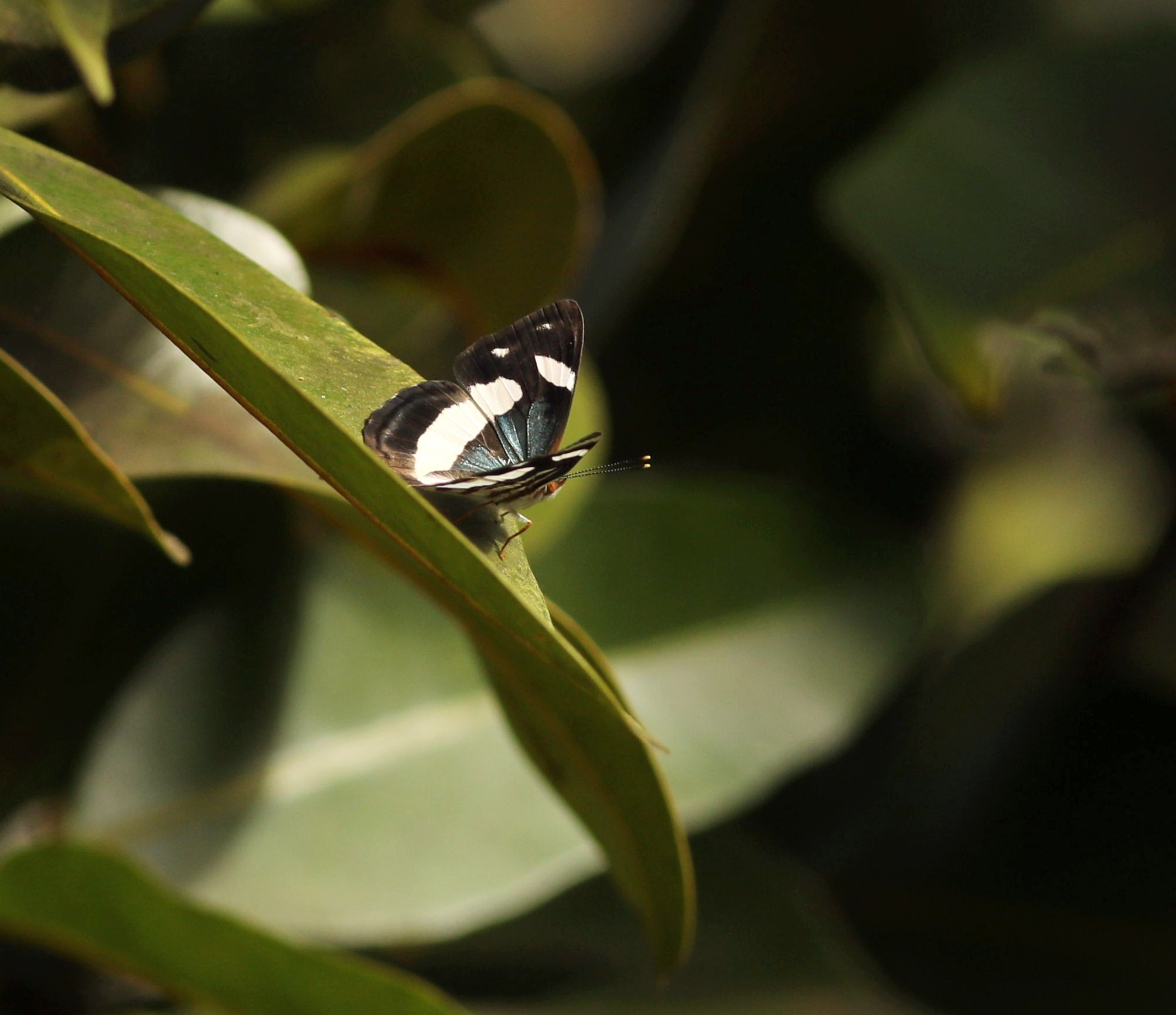
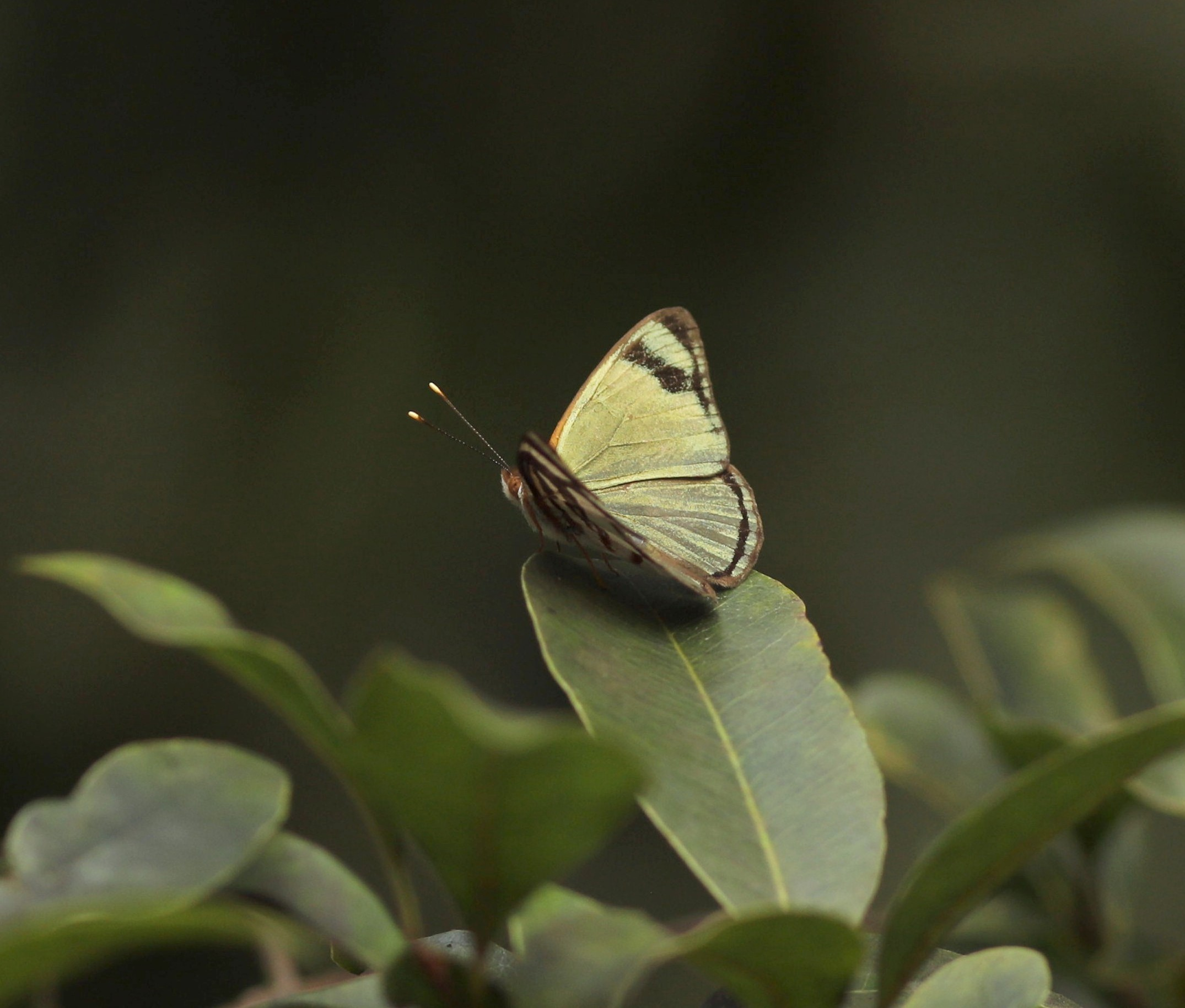